# Baby (film 1940)
Baby (Бабы) è un film del 1940 diretto da Vladimir Petrovič Batalov.

## Trama
A proposito dei contadini collettivi della regione del Volga, che hanno creato la prima brigata di pescatori femminili. Varvara diventa la leader, una donna tranquilla e gentile che soffre delle infedeltà di suo marito Stepan. Riassumendo, la sua squadra è davanti a quella maschile. E questo fa sì che Stepan guardi sua moglie con occhi diversi.